# Angelo Maffucci
Angelo Maria Maffucci, talvolta detto Angiolo (Calitri, 27 ottobre 1847 – Pisa, 24 novembre 1903), è stato un patologo italiano.

## Biografia
Nel 1872 esercitò la carica di dottorato a Napoli, e in seguito fu professore di patologia a Messina (1882), Catania (1883) e Pisa (1884).
Presso l'Università di Pisa divenne il direttore della scuola di anatomia patologica e qui rimase fino alla sua morte avvenuta nel 1903.
Maffucci è ricordato per aver isolato il batterio che causa la tubercolosi aviaria e ha chiarito gli aspetti patogenetici della malattia analizzandone le differenze rispetto alla forma umana e bovina.
Nel 1881 Maffucci descrisse inoltre una patologia caratterizzata dalla presenza di encondromatosi associata alla presenza di angiomi cavernosi multipli, conosciuta oggi come sindrome di Maffucci. L'articolo in cui rivelava la scoperta della patologia era intitolato Di un caso encondroma ed angioma multiplo.